# Ladislav Novák (umělec)
Ladislav Novák (4. srpna 1925 Turnov – 28. července 1999 Třebíč, publikoval i pod pseudonymem Ladislav Hadlíz) byl český výtvarník, vizuální umělec, malíř, grafik a spisovatel.

## Biografie
Narodil se do rodiny spolumajitele jirchárny v Třebíči, mezi lety 1936 a 1944 studoval na Gymnáziu Třebíč (i s Antonínem Bartuškem). V roce 1941 se stal členem tamního surrealistického kroužku. Odmaturoval v roce 1944 a nastoupil do rodinného podniku a učil se na jircháře. V roce 1945 pak nastoupil na Filozofickou fakultu Univerzity Karlovy, kde studoval češtinu a dějepis, studia ukončil v roce 1950 s diplomovou prací Rým a asonace v díle Vítězslava Nezvala.
Nezískal zaměstnání v Praze a tak nastoupil v roce 1950 do střední školy chlapecké v Turnově jako učitel, od roku 1950 do roku 1951 pak působil v jednotřídce ve Smržově u Českého Dubu. Následně nastoupil na povinnou vojenskou službu, tu ukončil v roce 1954 a nastoupil jako zástupce ředitele ve škole v Rovensku pod Troskami. Podle jiných zdrojů nastoupil na vojenskou službu roku 1950 a ukončil ji v roce 1952. Roku 1951 se oženil s Eliškou Bumbovou a v roce 1952 se narodil syn Petr.
V témže roce se však vrátil na západní Moravu a začal učit na škole v Budišově. Mezi lety 1954 a 1961 pak působil jako učitel na tehdejší SVVŠ v Třebíči (nynější gymnázium Třebíč). Mezi lety 1961 a 1964 pak působil na základní škole v Hasskově ulici v Třebíči a od roku 1964 do roku 1979 opět působil na SVVŠ a později Gymnáziu Třebíč. Po nuceném odchodu z gymnázia učil mezi lety 1979 a 1985 na Střední průmyslové škole stavební v Třebíči, posléze odešel do důchodu.
V roce 1995 zemřel jeho syn Petr (1952–1995) a o několik měsíců později i manželka Eliška (1926–1995). On sám umírá o čtyři roky později. Ostatky celé rodiny jsou uloženy na Starém hřbitově v Třebíči.   

## Dílo
Byl předním českým představitelem surrealismu. Vynikl také jako básník, psal konkrétní a fónickou poezii. Ve výtvarném projevu je autorem specifické techniky tzv. froasáže. (Novák nejprve zmuchlal kvalitní akvarelový papír, zmuchlaný papír narovnal a potřel jej zředěnou čínskou tuší, aby zviditelnil vzniklé rýhy. Rýhy, které mu něco připomínaly, zvýraznil tuší a doplnil akvarelem.)
Od poloviny padesátých let působil v třebíčském ochotnickém divadle, mezi lety 1957 a 1958 se začal věnovat konkrétní poezii, od roku 1962 se pak věnovat fonické poezii.
Již mezi lety 1944 a 1945 publikoval v ilegálním časopise Vítr vydávaném v Třebíči, již tam vydal první sbírku Zpívající tulák. První básně publikoval v roce 1943 v Lidových novinách a následně v časopise Akord. Od roku 1958 pak publikoval v časopisech Světová literatura, Host do domu, Tvář, Sešity pro mladou literaturu, Výtvarná práce, Literární noviny, Orientace a v Kulturním zpravodaji (vydávaný v Třebíči). Mezinárodně pak publikoval např. v časopisech Invencao (Brazílie), Manuskripte (Rakousko), Die Sonde (Německo), Nesyo (Německo), Antipiugiu (Itálie), Akzente (Německo) a dalších.
Od roku 1970 nesměl veřejně publikovat, publikoval tak v samizdatové literatuře, např. byly vydány knihy Z Receptáře či Receptář nebo publikoval ve sbornících Pozdravy Jaroslavu Seifertovi, Zima, Pohledy 1 nebo Na střepech volnosti.
Od šedesátých let působil i jako malíř, vystavoval od roku 1965, jak v Československu, tak i v zahraničí (např. Francie, Belgie, Německo, Švýcarsko, USA, Itálii, Španělsku, ...). Primárně se věnoval muchláži, alchymáži, veronáži a froasáži. Od roku 1962 se věnoval alchymáži, od roku 1963 se pak věnoval topologické kresbě a froasáži.
V 60. a 70. letech napsal textové návody k happeningům a uspořádal několik akcí v přírodním prostředí. V osmdesátých letech se věnoval primárně froasáži, ale od přelomu let 80. a 90. se věnoval tuši, techniku nazval veronáží. V roce 1999 pak vznikl cyklus trhaných růží a také několik topologických kreseb.
Působil ve sdružení básníků a malířů Phases (mimo jiné v roce 1964 na velké skupinové výstavě v Bruselu). Působil také ve skupinách Parabola, Svaz československých výtvarných umělců, Syndikát českých spisovatelů, Sdružení výtvarných umělců Vysočiny, TT Klub výtvarných umělců a teoretiků.
Byl ovlivněn křesťanským universalismem, mimo jiné tvorbou Jakuba Demla nebo Bedřicha Fučíka.

## Reakce
Stálá výstava jeho prací je otevřena v Galerii Ladislava Nováka v Třebíči od roku 2002, kde žil a tvořil po většinu svého života. Nová výstava děl Ladislava Nováka byla otevřena 2. března v objektu Zadní synagogy v Třebíči, nově jsou vystaveny i ukázky fonické poezie. Jeho dílo je součástí různých sbírek, jako jsou např. Národní galerie v Praze, Galerie hlavního města Prahy, České muzeum výtvarných umění, Alšova jihočeská galerie, Galerie Benedikta Rejta, Galerie moderního umění v Hradci Králové, Galerie výtvarného umění v Chebu, Východočeská galerie v Pardubicích, Moravská galerie v Brně, Oblastní galerie Vysočiny v Jihlavě či Muzeum umění v Olomouci.
Jeho dílo došlo velkého ohlasu v zahraničí. Za vzor si je vybrala např. finská modernistka Eeva-Liisa Manner. Novákovu tvorbu přímo cituje ve sbírce Fahrenheit 121. Runoja (Helsinki 1968, báseň Tunti X (Hodina X)).
V roce 1991 byl o Novákově tvorbě natočen dokument Něžné krutosti Ladislava Nováka (Petr Kotek) a v roce 1997 dokument Ladislav Novák (Karel Fuksa, Hana Vrbová).
Roku 2019 byl v souvislosti s uspořádáním výstavy v Muzeu Vysočiny v Třebíči vydán katalog jeho díla s texty o Ladislavu Novákovi. Vystaveno bylo asi 200 děl, kurátorem výstavy byl Lubomír Kressa.

## Výstavy
Ladislav Novák vystavoval na mnoha výstavách, autorské jsou vypsány níže.
- Galerie Václava Špály, Praha, 1965
- Oblastní galerie, Jihlava, 1966

- Galerie Jaroslava Krále, Brno, 1967
- Galerie Alfa, Modena, 1967
- Galerie Václava Špály, Praha, 1969
- Galerie na Karlově náměstí, Praha, 1970
- Galerie les Mains Libres, Paříž, 1970
- Galerie Locus Solus, Štrasburk, 1971
- Divadlo hudby, Olomouc, 1972
- Galerie Semiha Huber, Curych, 1974
- Galleria La Bussola, Turín, 1974
- Galleria Schwarz, Milán, 1974
- Galerie R, Norimberk, 1975
- Galerie Lambert, Paříž, 1976
- Galerie A, Amsterodam, 1976
- Minigalerie VÚVeL, Brno, 1978
- Galerie Ann Arbor (Novák – Kolář), Michigan, 1978
- Ústav makromolekulární chemie ČSAV, Praha, 1979
- Brown Gallery, Washington, 1979
- Galerie A, Amsterdam, 1981
- Brown Gallery, Washington, 1982
- Galerie Rafay, Kronberg, 1985
- Galleria Ferrari, Verona, 1986
- Studio Morra, Neapol, 1986
- Galeria J. et J. Donguy, Paříž, 1986
- Edition Hundertmark, Kolín nad Rýnem, 1986
- Dům umění (kabinet grafiky Domu pánů z Kunštátu), Brno, 1987
- Malovaný dům, Třebíč, 1987
- Galerie Opatov, Praha, 1987
- Salon Mina, Litvínov, 1988
- Malá galerie Čs. Spisovatele, Praha, 1988
- Edition Hundertmark, Kolín nad Rýnem, 1988
- Ústav Makromolekulární chemie ČSAV, Praha, 1990
- Dům umění (Stará radnice), Brno, 1990
- Malovaný dům, Třebíč, 1990
- Východočeská galerie, Pardubice, 1991
- Domus Jani, Verona, 1991
- Oblastní galerie Vysočiny, Jihlava, 1991
- Galerie J. et J. Donguy, Paříž, 1992
- Galerie moderního umění, Hradec Králové, 1992
- Galerie Václava Špály, Praha, 1992
- Junior klub Na Chmelnici, Praha, 1993
- Galerie Aspekt, Brno, 1994
- Galerie Vltavín, Praha, 1994
- Galerie Emila Filly, Ústí nad Labem, 1994
- České muzeum výtvarných umění, Praha, 1995
- Oblastní galerie, Liberec, 1995
- Státní galerie umění, Cheb, 1995
- Dům umění, Brno, 1995
- Velvyslanectví České republiky, Vídeň, 1996
- Moravské zemské muzeum, Brno, 1996
- Galerie Caesar, Olomouc, 1996
- Galerie umění, Karlovy Vary, 1996
- Malovaný dům, Třebíč, 1996
- Galerie Sovinec, Sovinec, 1996
- Galleria d´Arte Zanarini, Bologna, 1996
- Slovenská národná galéria (Kolář – Novák), Bratislava, 1997
- Požitavská galéria, Nové Zámky, 1998
- Städtische Galerie, Horn, 1998
- Sarenco Club Art Gallery, Verona, 1998
- Palazzo dei sette, Orvieto, 1999
- Malovaný dům, Třebíč, 1999
- Galerie Aspekt, Brno, 1999
- Oblastní galerie Vysočiny, Jihlava, 2000
- Západočeská galerie, Plzeň, 2001
- Malovaný dům, Třebíč, 2001
- Národní galerie (Palác Kinských), Praha, 2002
- Galerie Jiřího Jílka, Šumperk, 2002
- Galerie U Zadní Synagogy, Třebíč, 2002, stálá výstava, rozšiřována 2003, 2005, 2008, 2009, 2014
- Galerie ve dvoře, Brno, 2003
- Městská galerie Hasičský dům, Telč, 2007
- Museum Kampa, Praha, 2010
- Muzeum Vysočiny Třebíč, Třebíč, 2019, konírna zámku v Třebíči, retrospektivní výstava spojená s vydáním katalogu, červen - říjen 2019[9]
- Památník písemnictví na Moravě, Rajhrad, 2020, Novátor[12]

### Kolektivní výstavy (výběr)
- 1965 Between Poetry and Painting, Institute of Contempory Ars, Londýn (Velká Británie)
- 1966 Současná surrealistická koláž 10 zemí, Oblastní galerie výtvarného umění, Gottwaldov
- 1970 Konkrete Poesie, Stedelijk Museum, Amsterodam
- 1981 Elewen Contemporary Artists from Prague, New York University, New York
- 1986 Arte e alchimía, Bienále, Benátky
- 1991 Český informel, Praha
- 1991 Umění akce, Mánes, Praha
- 1992 Šedá cihla 35/1992, Klatovy
- 1993–1994 Záznam nejrozmanitějších faktorů, Jízdárna Pražského hradu, Praha
- 1994 Ohniska znovuzrození, Národní galerie, Praha
- 1996 I. Nový zlínský salon, Zlín
- 1996–1997 Umění zastaveného času, České muzeum výtvarného umění, Praha
- 1997 Surrrealistická obraznost a kresba, Národní galerie, Praha
- 1997 Mezi tradicí a experimentem, Muzeum umění, Olomouc
- 1997 Česká koláž, Národní galerie, Praha
- 2001 Podoby fantaskna v českém výtvarném umění 20. století, Alšova jihočeská galerie
- 2002 Objekt/Metamorfózy v čase, Moravská galerie, Brno